# Juego limpio (película de 2023)
Juego limpio (en inglés: Fair Play) es una película de suspense psicológico estadounidense de 2023, escrita y dirigida por Chloe Domont, en su debut como directora. Está protagonizada por Alden Ehrenreich y Phoebe Dynevor como una pareja joven cuya relación comienza a desmoronarse cuando ella es inesperadamente promociónada en lugar de él en una firma de fondos de cobertura, altamente elitista y exigente con sus empleados.
Juego limpio se estrenó en el Festival de Cine de Sundance 2023. Netflix compró los derechos de transmisión por 20 millones de dólares. La película debutó en la plataforma el 6 de octubre de 2023.

## Sinopsis
Una promoción inesperada de una joven analista financiera brillante en una firma de fondos de cobertura de alto nivel, que la hace saltar un escalafón por encima de su novio, lleva al límite la relación de la pareja, recientemente comprometida. La herida narcisista que abre en el muchacho el hecho de verse relegado, en favor de su prometida, por una empresa elitista y puntera que siempre había sido su meca profesional pero que a él lo considera un verdadero incompetente, choca con el desconcierto de la joven viendo la cada vez más degradante reacción de su pareja ante su logro (primero hipócrita y evitadora, luego abiertamente envidiosa y resentida, y finalmente manipuladora, boicoteadora y hostil). El conflicto entre ambos alcanza un clímax inesperado, en el que el amor (o la ficción de amor que él había creado y explotado, y ella, creído ingenuamente) ya no tienen lugar alguno en la relación, que queda desplazada por una lucha por la autofirmación, en la que solo una parte va a prevalecer. Después del enfrentamiento de los protagonistas, el film concluye con un final sonoro abrupto en primer plano, abierto a interpretaciones sobre quién de los dos es tan frágil como el cristal y quién va a poder seguir adelante sin tener que recomponer sus pedazos.

## Reparto
- Alden Ehrenreich como Lucas "Luke" Edmunds
- Phoebe Dynevor como Emily Meyers
- Eddie Marsan como Campbell
- Sebastián de Souza como Rory
- Rich Sommer como Paul
- Buck Braithwaite como Theo
- Patrick Fischler como Robert Bynes
- Geraldine Somerville como la madre de Emily
- Laurel Lefkow como Connie
- Sia Alipour como Arjun

## Recepción

### Respuesta de la crítica
En el sitio web del agregador de reseñas Rotten Tomatoes, Fair Play tiene un índice de aprobación del 90 % basado en 77 reseñas con una calificación promedio de 7.5/10. El consenso del sitio web dice: "Con un estilo seguro que a veces recuerda a los mejores thrillers mordaces de los 90, Fair Play yuxtapone la falta de armonía prematrimonial con la codicia y la política de género en el despiadado mundo de las finanzas". En Metacritic, que utiliza un promedio ponderado, la película tiene una puntuación de 76 sobre 100, según 18 reseñas que indican "críticas generalmente favorables".